# Stazione di Canove di Roana
La stazione di Canove di Roana è stata una stazione ferroviaria posta lungo la ex linea ferroviaria a scartamento ridotto Rocchette-Asiago chiusa nel 31 luglio 1958, era servizio della frazione di Canove, comune di Roana.
Dopo la sua dismissione il fabbricato viaggiatori dal 1974 divenne sede del museo storico della Grande Guerra 1915-1918.